# Perlesöd
Perlesöd ist ein Ortsteil der Stadt Freyung im niederbayerischen Landkreis Freyung-Grafenau.

## Lage
Perlesöd liegt etwa einen Kilometer östlich von Freyung an der Staatsstraße 2630.

## Geschichte
Das Urbar des Landgerichts der Abtei von 1549 nennt eine große Zahl königssteuerpflichtiger Öden in der Gegend, alte Rodungsflächen, die infolge eines Bevölkerungsrückgangs verwaist waren und von Bauern aus benachbarten Dörfern zusätzlich als Wiesen- oder Weidegrund genutzt wurden. Vermutlich wurde die Wüstung Perlesöd aber seit dem späten 15. Jahrhundert neu besetzt.
Perlesöd gehörte zur Obmannschaft Ort im Unteramt der Herrschaft Wolfstein im Hochstift Passau und bestand nach dem Urbar von 1788 aus acht Anwesen. Nach der Säkularisation in Bayern wurde Perlesöd im Gefolge der Gemeindeedikte von 1808 und 1818 ein Teil des Steuerdistrikts Ort und dann der Gemeinde Ort. Mit der Auflösung der Gemeinde Ort am 1. April 1954 gelangte Perlesöd zur Stadt Freyung.
Von 1951 bis 1956 wurden von der Ballonstelle Perlesöd aus tausende Ballons mit Millionen Flugblättern in die damalige Tschechoslowakei aufgelassen. Bei der Volkszählung 1987 hatte das Dorf Perlesöd 219 Einwohner.

## Sehenswürdigkeiten
- Dorfkapelle. Sie wurde 1959 geweiht.